# Nolo (Milano)
Nolo (o NoLo, acronimo di "Nord di Loreto") è un quartiere   di Milano situato nel nord est della città e parte del Municipio 2 e del NIL n. 20 "Loreto - Casoretto - NoLo". 
I confini del quartiere Nolo sono: a sud da ovest ad est viale Brianza, via Andrea Costa e via Ruggero Leoncavallo, e a ovest e nord i binari della ferrovia.

## Storia
La zona di Milano a nord di piazzale Loreto, che si sviluppa lungo viale Monza e via Padova, si è storicamente popolata seguendo lo sviluppo demografico della città, per accontentare la fame di alloggio dovuta alle ondate migratorie di chi era in cerca di lavoro. Mentre Milano allargava i suoi confini, sulla direttrice nord aumentavano le costruzioni e le zone residenziali. Zona periferica, appena fuori dalla circonvallazione esterna di Milano, dopo la seconda guerra mondiale si è sviluppata demograficamente ospitando operai provenienti da tutta Italia e successivamente, con i flussi migratori del XXI secolo, numerose comunità multietniche soprattutto in via Padova, che si è trasformata diventando negli anni 2000 una zona a rischio sicurezza, oltre che un luogo di incontro e cooperazione tra italiani e stranieri.
La zona tra piazzale Loreto e la ferrovia, a differenza di altri quartieri identificati con un nome, come Turro, Gorla e Casoretto, pur sviluppandosi in maniera omogenea, non ha mai posseduto un vero e proprio nome, identificata successivamente come zona Pasteur o zona Rovereto (dalle fermate della Metropolitana di Milano). Nel 2012 viene inventato il nome NoLo («Nord di Loreto») dai designer Francesco Cavalli, Luisa Milani e Walter Molteni, mentre scherzavano sulla possibilità di creare un marchio di quartiere, sulla falsariga di SoHo o Tribeca.
Il toponimo è stato approvato il 14 ottobre 2019 dal PGT (Piano di governo del territorio per Milano 2030) del Comune di Milano, che ha ufficialmente riconosciuto il quartiere di Nolo.

## Monumenti e luoghi d'interesse

Piazza Morbegno

### Architetture religiose
- Chiesa di Santa Maria Beltrade[8]
- Chiesa di San Gabriele Arcangelo in Mater Dei[9]

### Architetture civili
Il quartiere comprende vari edifici di interesse quali il Cinema Beltrade, storico cinema costruito negli anni venti del Novecento, il Mercato rionale coperto di viale Monza, i Magazzini Raccordati, sotto ai binari che portano in Stazione Centrale, e la casa Lavezzari, edificio razionalista di Pietro Lingeri e Giuseppe Terragni. Vi si trovano inoltre numerosi palazzi in stile Liberty, costruiti all'inizio del XX secolo.

### Piazze

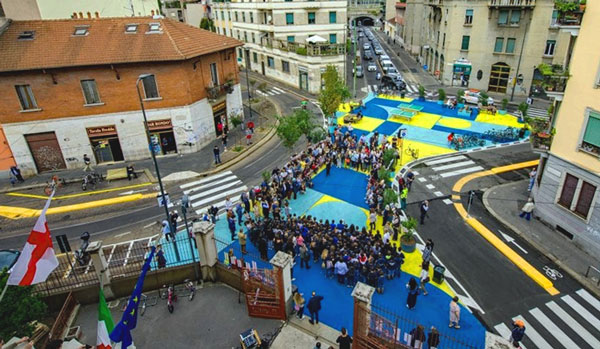
Piazza Spoleto

Piazza Morbegno è diventata il centro di Nolo sostenuta dalla presenza di locali storici e numerose attività commerciali, nonché dalla fermata del tram 1. Da settembre 2019, all'interno del progetto di urbanistica tattica "Piazze aperte" del Comune di Milano, un incrocio di strade tra le vie Venini, Spoleto e Martiri Oscuri è stato trasformato in "Piazza Spoleto", una piccola area chiusa al traffico attrezzata e tavoli da ping pong, la cui trasformazione è ancora in discussione critica nel quartiere.

### Aree naturali
Al confine con il quartiere di Turro si trova il Parco Trotter. Agli inizi del XX secolo fu un ippodromo, poi scuola speciale sperimentale, con padiglioni immersi nel verde del parco.

## Cultura

### Arte
L'arte di strada è molto attiva a Nolo, in via Pontano, dove si trovava il murales del capodoglio, fa parte del progetto Muri liberi del Comune di Milano, nella zona vi sono murales di Tvboi, Pao, e gli ominirosa di Christian Aloi "Aluà". Il murale Santa Sarita Colonia dell'artista peruviano Sef.01, era stato adottato come icona dagli abitanti di Via Padova prima di essere coperto durante il periodo di confinamento dal disegno una mazza chiodata rappresentante il coronavirus.

### Cinema

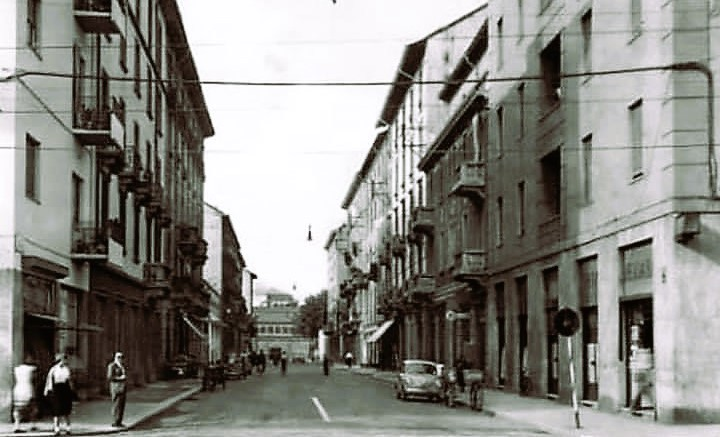
Via Arquà nei primi anni '60

In viale Monza è ambientata una scena di Miracolo a Milano di Vittorio De Sica. Il sottopasso della ferrovia di via Ferrante Aporti compare in Audace colpo dei soliti ignoti di Nanni Loy e in Vallanzasca - Gli angeli del male di Michele Placido. Il palazzo dove si trova l'appartamento di Ugo Tognazzi e Ornella Muti in Romanzo popolare di Mario Monicelli è in via dei Transiti 2. In via Popoli Uniti è ambientata una scena di Mi fido di te diretto da Massimo Venier.
A Nolo si trovavano numerose sale cinematografiche storiche di Milano, sorte nel corso del XX secolo: il Cinema Loreto in piazzale Loreto (1914-1935), il Cinema Argo di viale Monza 79 (1947-2001), il Cinema A.B.C. in viale Monza 101 (1949-2008), il Cinema Ambra di via Padova 94 (1974-1981) e il Cinema Ambra Hard Movie in via Clitummo 22 (1990-2011). L'unico attivo è il Cinema Beltrade, sala oratoriale in via Oxilia 10, costruito negli anni venti.